# Valencia (Negros Oriental)
Valencia (Bayan ng Valencia) är en kommun i Filippinerna. Kommunen ligger på ön Negros, och tillhör provinsen Negros Oriental. Folkmängden uppgår till 24 365 invånare.

## Barangayer
Valencia är indelat i 24 barangayer.
| - Apolong - Balabag East - Balabag West - Balayagmanok - Balili - Balugo - Bongbong - Bong-ao - Calayugan - Cambucad - Dobdob - Jawa | - Caidiocan - Liptong - Lunga - Malabo - Malaunay - Mampas - Palinpinon - North Poblacion - South Poblacion - Puhagan - Pulangbato - Sagbang |

## Bildgalleri

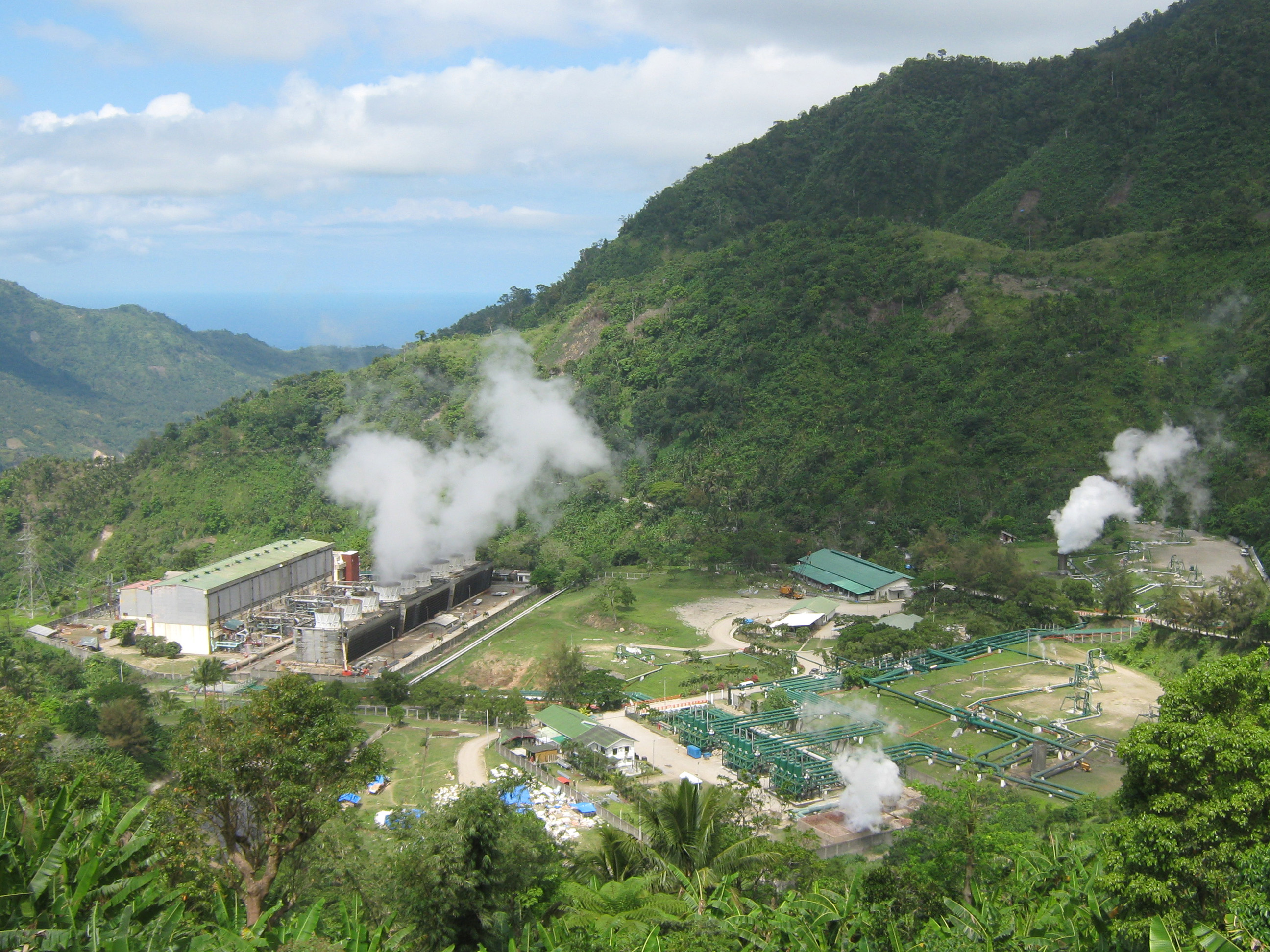
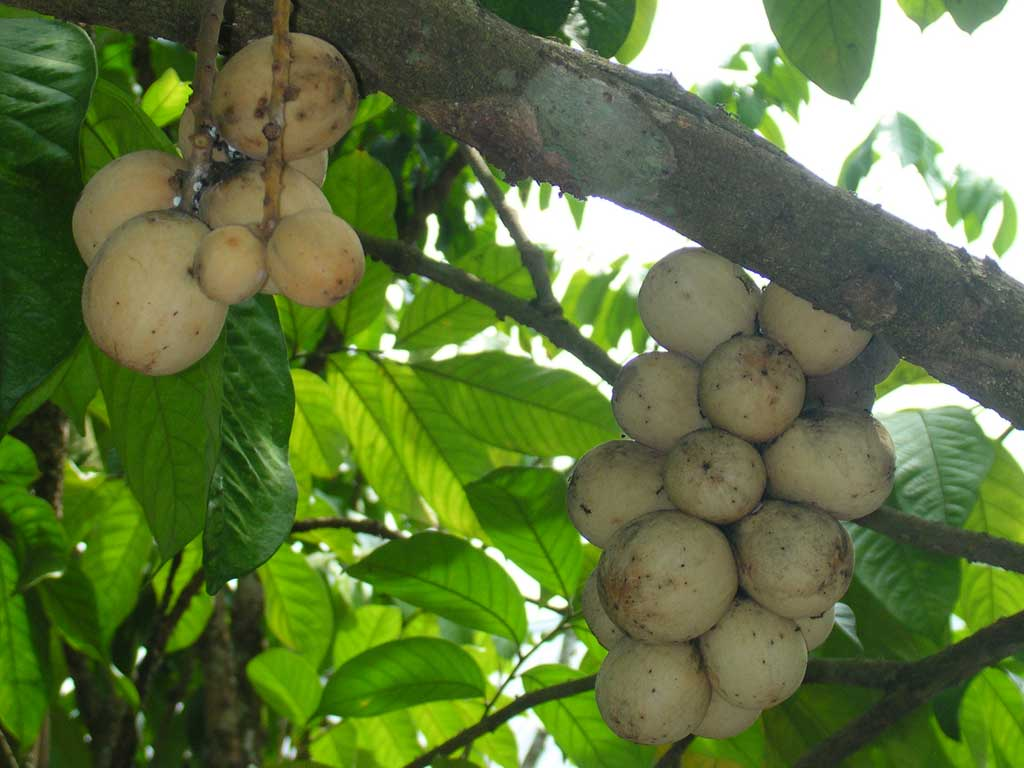
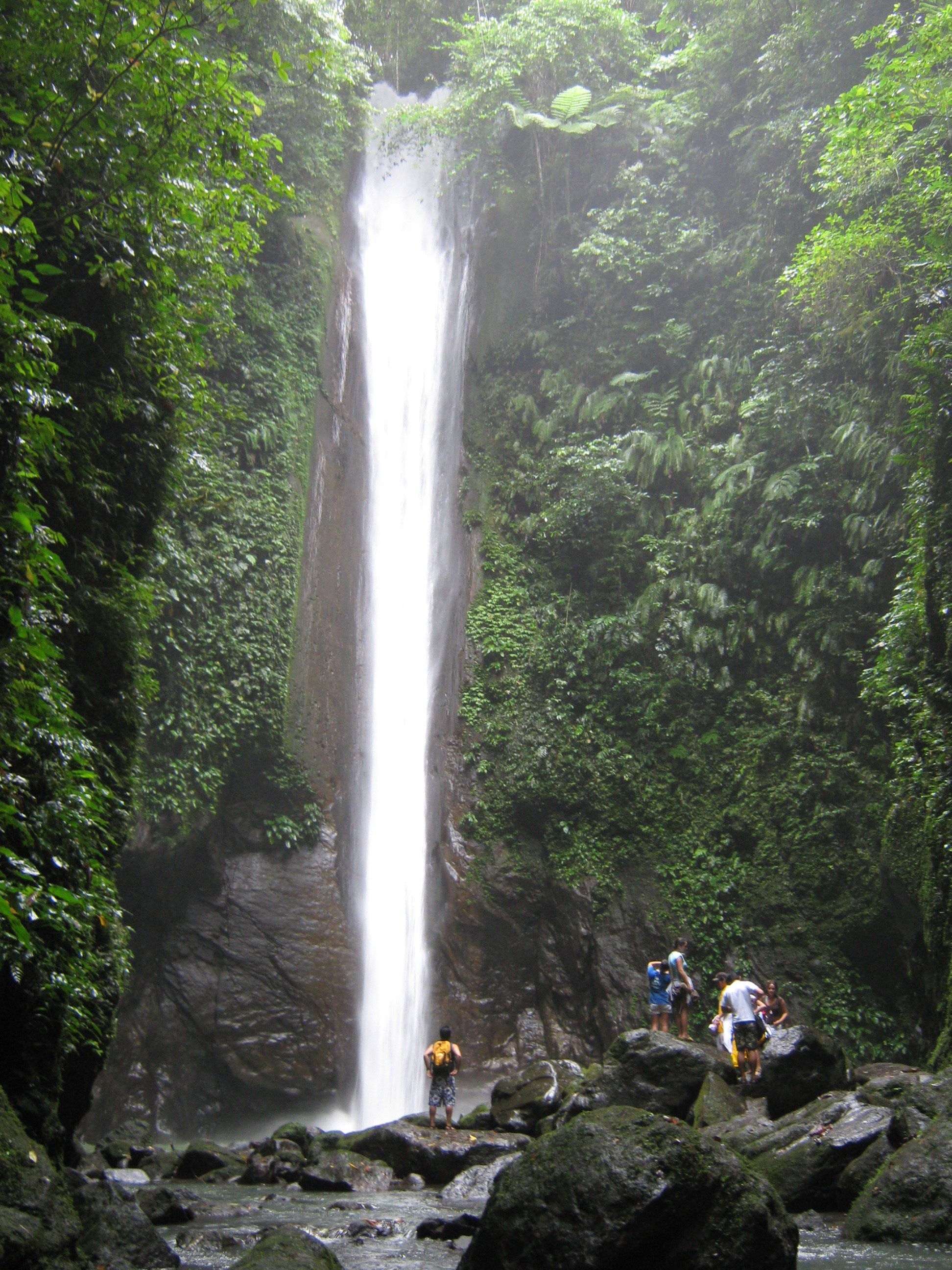